# ۷۸۰ (قمری)
۷۸۰ (قمری)، هفتصد و هشتادمین سال در گاهشماری هجری قمری است. اول محرم این سال برابر با هشتم مه سال ۱۳۷۸ میلادی است.